# Angelica arguta
Angelica arguta es una especie de hierba de la familia de las apiáceas. Es originaria de Norteamérica desde  British Columbia hasta Utah. 

## Descripción
Es una hierba perenne que crece con un tallo erecto, hueco y alcanza un tamaño de entre uno y dos metros de altura. Produce hojas grandes algo triangulares formadas por muchas hojas dentadas y puntiagudas cada una de hasta 9 centímetros de largo. La parte superior del vástago  está ocupado por una inflorescencia en forma de umbela, con rayos palmeados de la umbela de hasta 10 centímetros de largo cada uno. Las flores son generalmente de color amarillento.

## Taxonomía
Angelica arguta fue descrita por  Thomas Nuttall y publicado en A Flora of North America: containing . . . 1(4): 620. 1840.
Etimología
Ver: Angelica
arguta: epíteto que significa "marcadamente dentadas".
Sinonimia
- Angelica lyalii S.Watson[3]